# Blanca Eekhout
Blanca Eekhout (castellà: Blanca Rosa Eekhout Gómez)  (Acarigua, 6 de gener de 1968) és una llicenciada en arts i política veneçolana. En l'actualitat és ministra per les Comunes, va ser ministra de Comunicació i Informació (2009-2010), Ministra del Poder Popular per a la Dona i la Igualtat de Gènere (2016-2018), co-fundadora de Catia TVe, presidenta de VTV i ViVe. Com parlamentària, va ocupar la segona vicepresidència de l'Assemblea Nacional de la República Bolivariana de Veneçuela durant el període legislatiu 2011-2015.

## Biografia
Nascuda a Acarigua, estat Portuguesa el 6 de gener de 1968, realitza estudis secundaris de batxillerat al Liceu José Antonio Páez de la seva ciutat natal i cursa estudis superiors a la Universitat Central de Veneçuela com a Llicenciada en Arts, menció: Cinema. El seu treball especial de grau va ser: Cinema de Barri: el discurs audiovisual produït pel Cineclub de la comunitat d'El Manicomio, realitzat amb coautoria amb Gabriela González Fuentes.
Integra el Grup Ecològic Mitar, i posteriorment ingressa en el Partit Socialista Unit de Veneçuela (PSUV), sent estreta col·laboradora del president de Veneçuela Hugo Chávez. Va exercir el càrrec de ministra de Comunicació i Informació des del 16 de abril de 2009 a reemplaçament de Jesse Chacón fins ej 2010.
El 2010 és triada pel seu partit per encapçalar la llista per l'estat Portuguesa, per a les eleccions parlamentàries del 26 de setembre, en on va resultar elegida diputada. Després d'ocupar el seu escó al 2011 és designat com a segona vicepresidenta de parlament, fins a gener 2015. És Coordinadora Nacional del Gran Pol Patriòtic Simón Bolívar (GPPSB) i Vicepresidenta Sectorial d'Aliances i Moviments Socials del Partit Socialista Unit de Veneçuela (PSUV).
Va ser parlamentària del Mercosur entre 2013 i 2015.
En 2016 va ser nomenada ministra del Poder Popular per a la Dona i la Igualtat de Gènere.